# Drei Reichseiniger

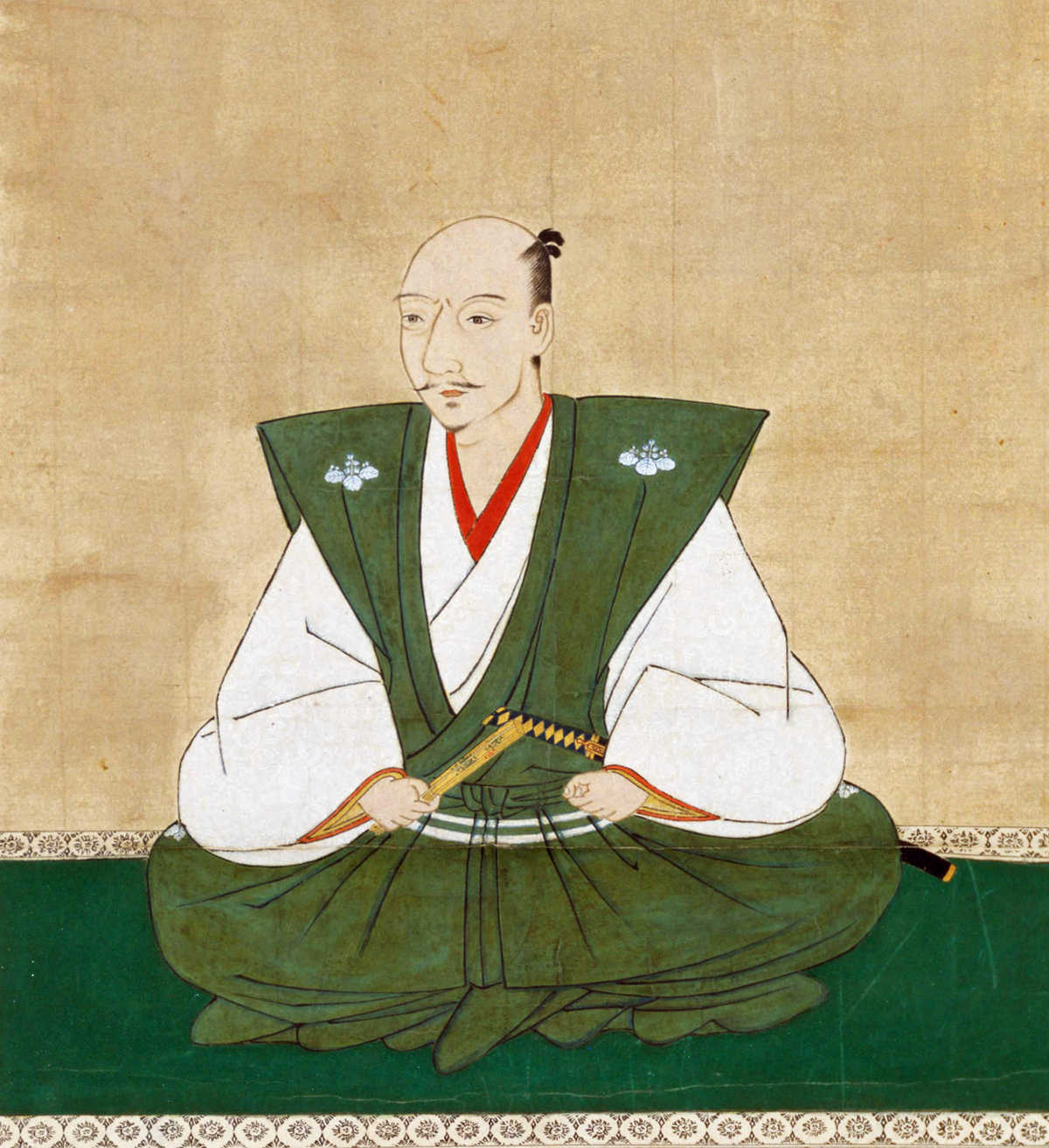
Oda Nobunaga

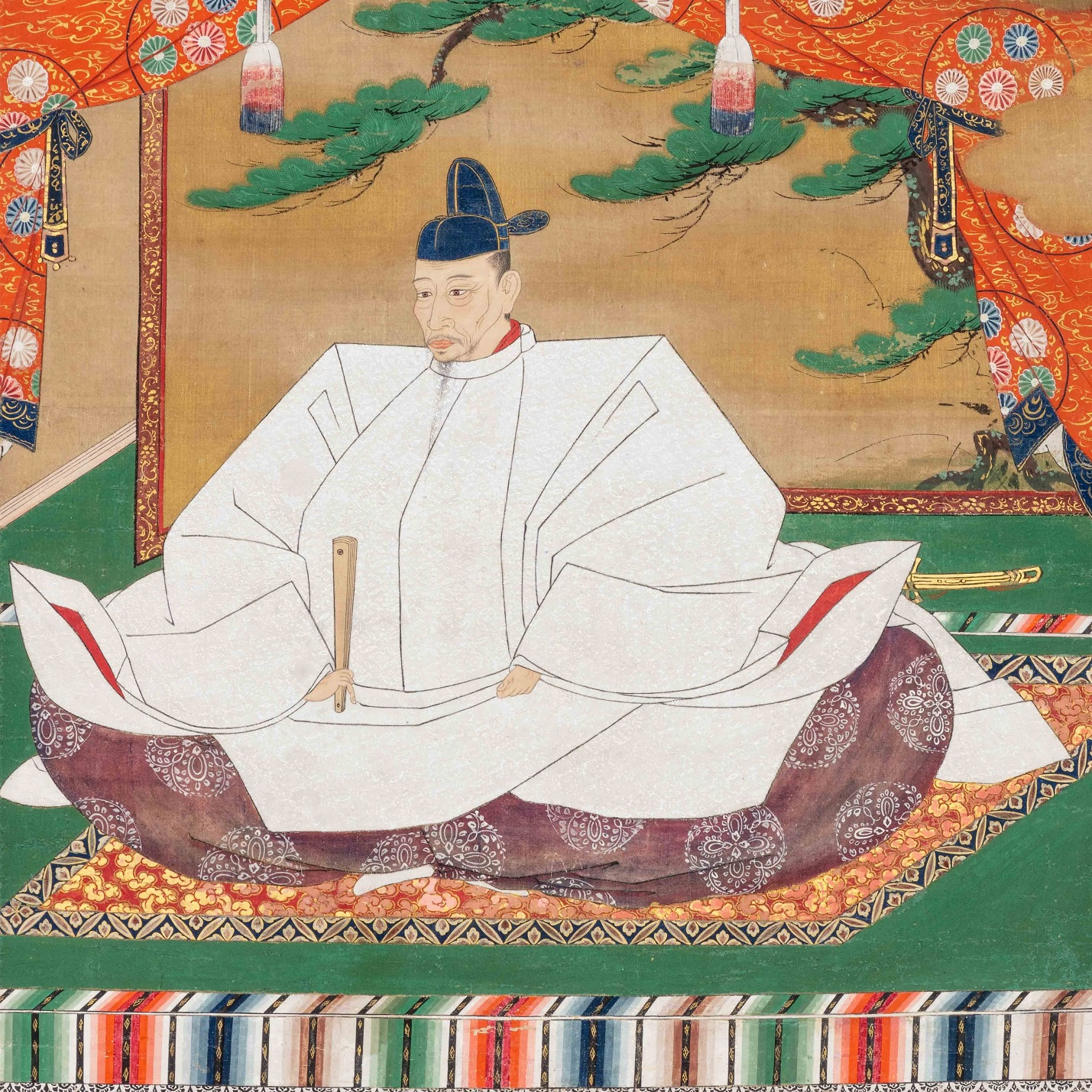
Toyotomi Hideyoshi

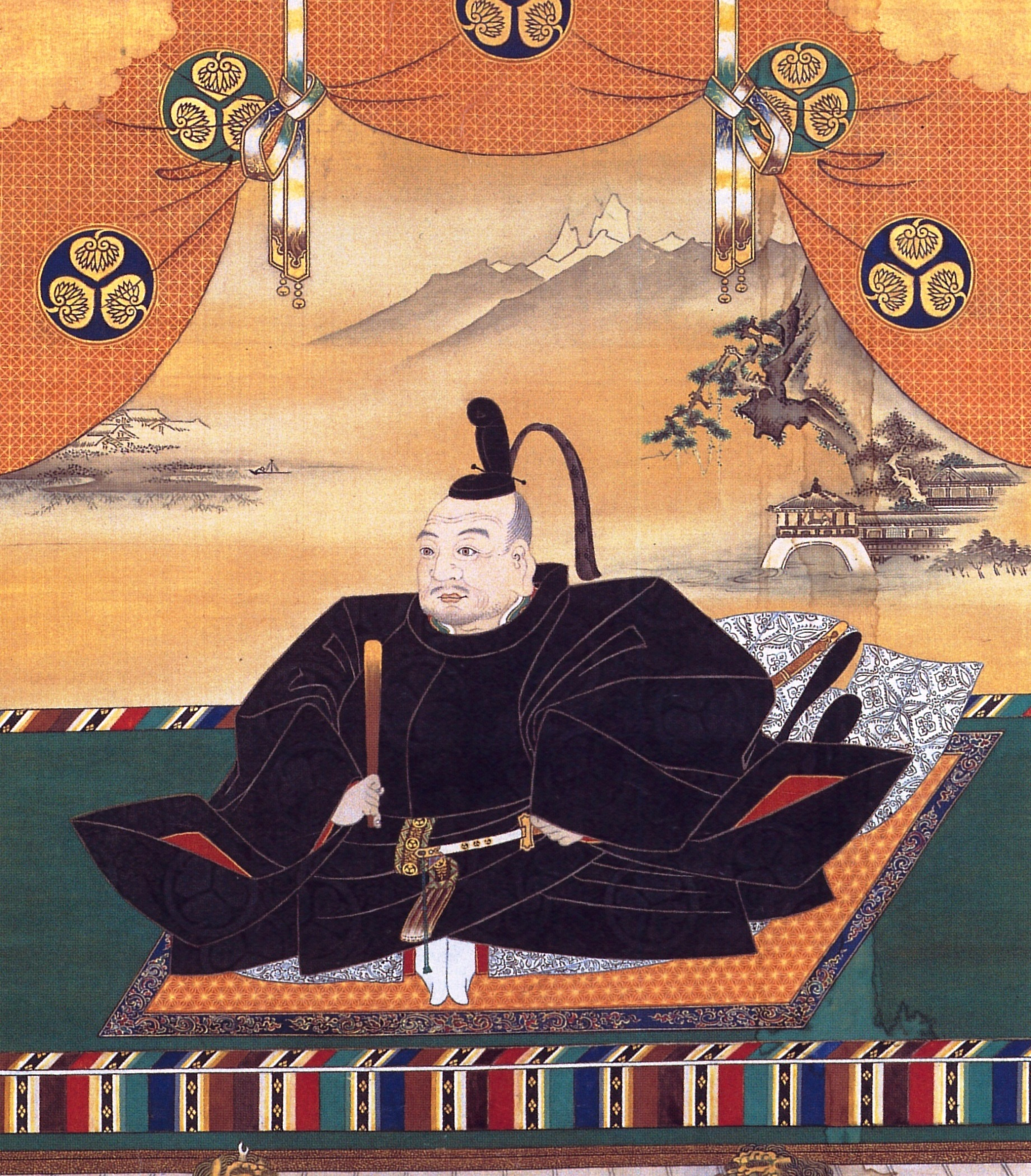
Tokugawa Ieyasu

Die Drei Reichseiniger (jap. 三英傑, San’eiketsu, wörtlich „Drei Helden“) sind die drei Generäle, die in einer Erbfolge durch Staatsstreiche, kriegerische Auseinandersetzungen, Diplomatie und Meuchelmord die Zeit der streitenden Reiche beendeten und das vormoderne Japan der Edo-Zeit schufen. Ein zentralistischer Einheitsstaat trat an die Stelle einer dezentralen feudalistischen Gesellschaftsordnung.

## Personen
Diese Männer waren Oda Nobunaga, sein General und Vasall Toyotomi Hideyoshi und der diesen ergebene Verbündete Tokugawa Ieyasu.
Sie trafen in der Schlacht von Okehazama aufeinander und stiegen daraufhin in ihrem Einfluss. Oda, der 1568 in einer Art Staatsstreich die Hauptstadt einnahm, war ein Daimyō aus der Gegend um das heutige Nagoya und Nachkomme der Taira, die am Ende der Heian-Zeit von den Minamoto geschlagen worden waren. Um ihre Pläne zu verwirklichen, mussten sie sich allen mächtigen Sengoku-Daimyō und ihren Allianzen stellen, so zum Beispiel auch dem Dreipakt zwischen den Imagawa, Takeda und Späteren Hōjō im Osten und einem ähnlichen Bündnis im Westen.
Oda Nobunaga brach, so pflegt man zu sagen, die Steine, die zum Bau des Staates erforderlich waren, Hideyoshi bearbeitete sie, und Ieyasu fügte sie zusammen.